# Ebstorf
Ebstorf is een gemeente in de Duitse deelstaat Nedersaksen. De gemeente maakt deel uit van de Samtgemeinde Bevensen-Ebstorf in het Landkreis Uelzen. Ebstorf telt 5.355 inwoners.
Tot Ebstorf behoren ook de dorpjes Altenebstorf en Tatendorf.

## Geografie en infrastructuur
Ebstorf ligt op de Lüneburger Heide, 11 kilometer ten westen van de stad Uelzen en niet ver ten oosten van de militaire oefenterreinen van Munster (Nedersaksen).
Ebstorf heeft een klein station aan de spoorlijn Uelzen - Langwedel.

## Geschiedenis
In februari 880 vond in de omgeving van Ebstorf de Slag op de Lüneburger Heide  plaats. Daarbij leden Saksische edelen onder Brun van Saksen een verpletterende nederlaag tegen een leger Vikingen. Brun en een aantal andere edelen, alsmede enkele bisschoppen, sneuvelden. Een lijst van deze slachtoffers staat in de Annales Fuldenses  vermeld. Deze mannen werden daarna als martelaars voor het christendom vereerd.
Het dorp ontstond, evenals het klooster, in een vruchtbare, voor akkerbouw geschikte lössvlakte. Ebstorf werd een vlek met historisch  marktrecht, gekoppeld aan de privileges van het klooster midden in de plaats. Tussen ca. 1530 en 1560 ging het klooster als gevolg van de Reformatie op in een evangelisch-luthers damessticht. De plaats beschikt sinds 1855 over de Georgsanstalt, een hogere landbouwschool.

## Klooster Ebstorf

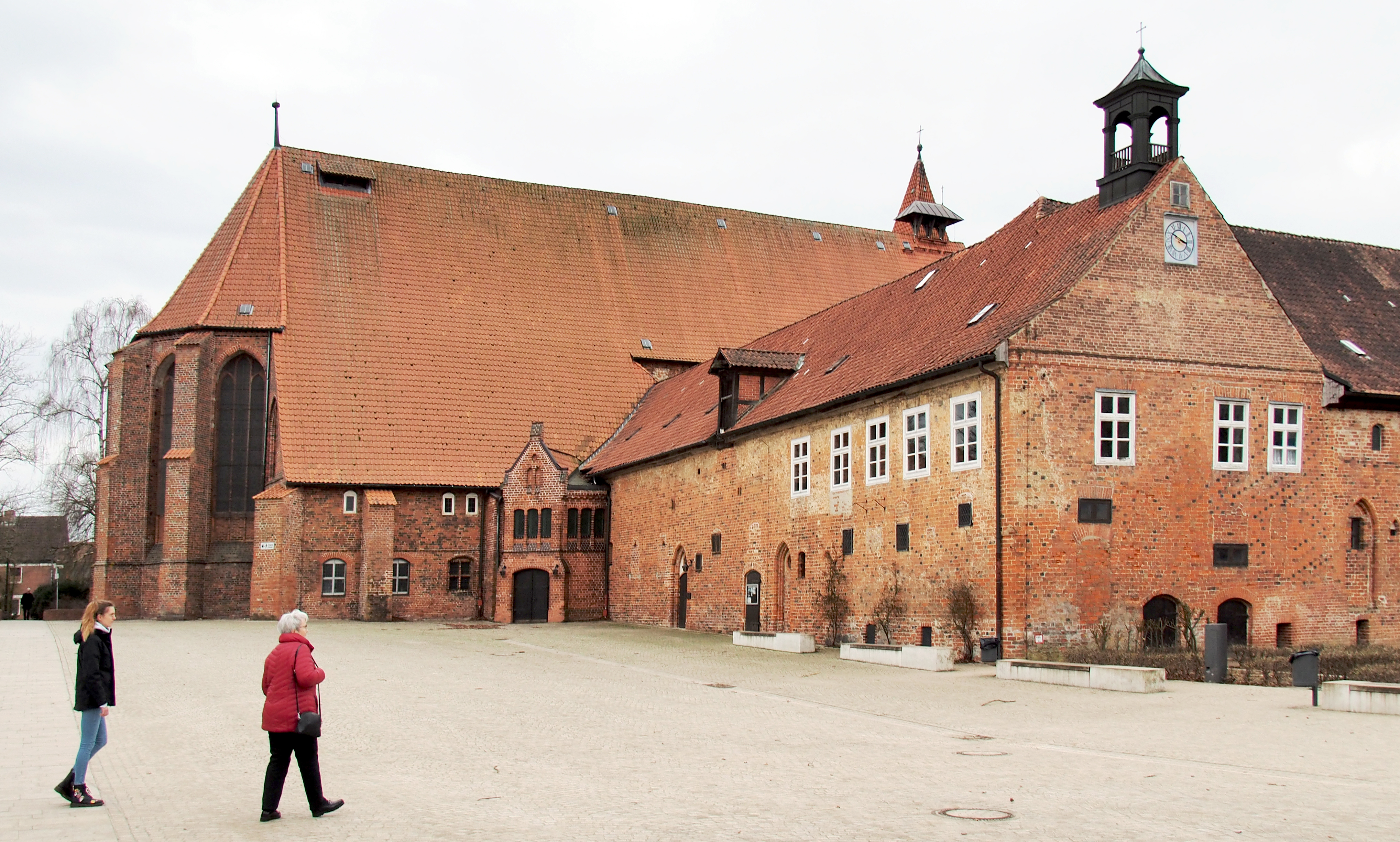
Voormalige abdij van Ebstorf
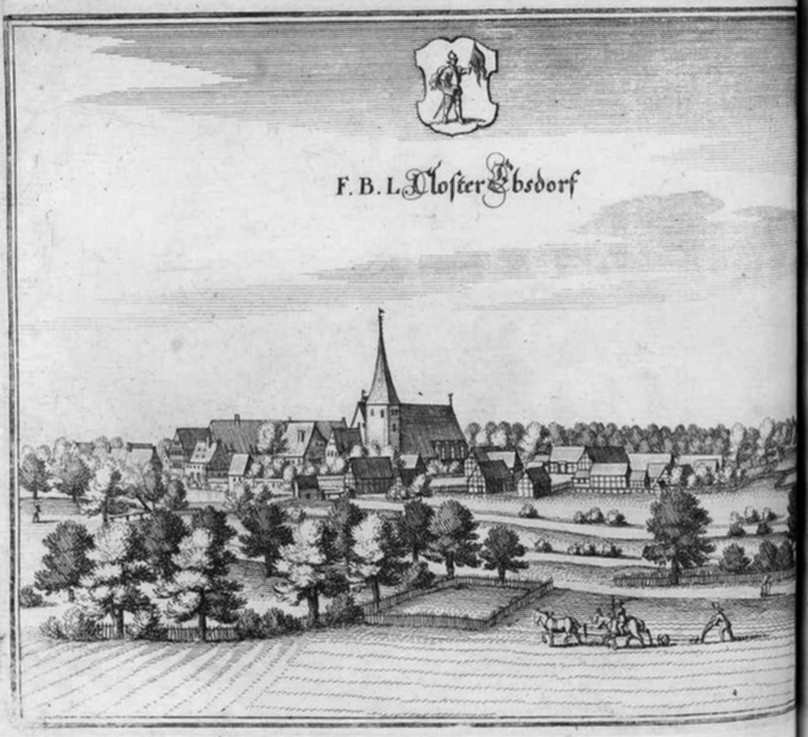
Merian-prent van het klooster, circa 1655
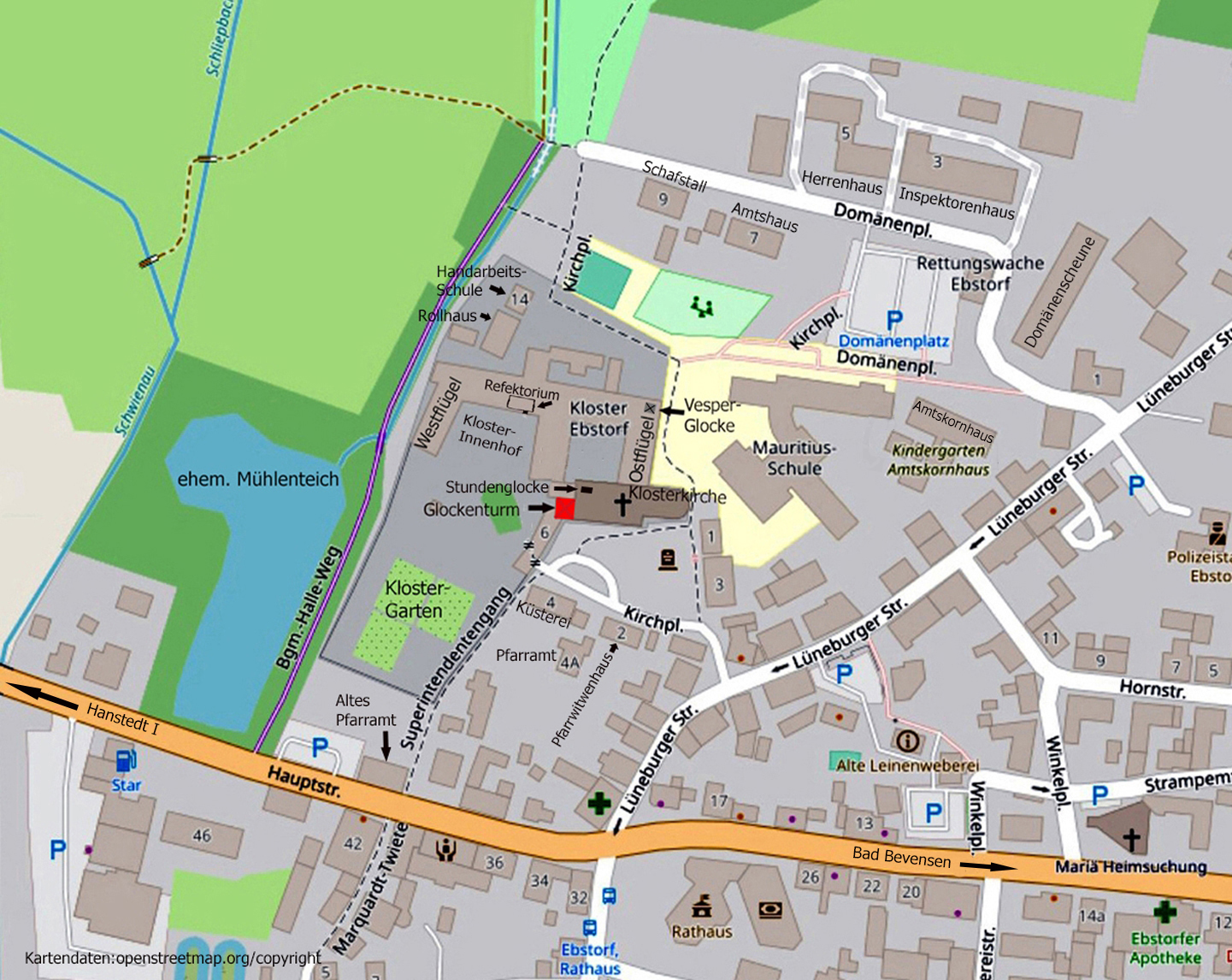
Situering van het klooster in Ebstorf
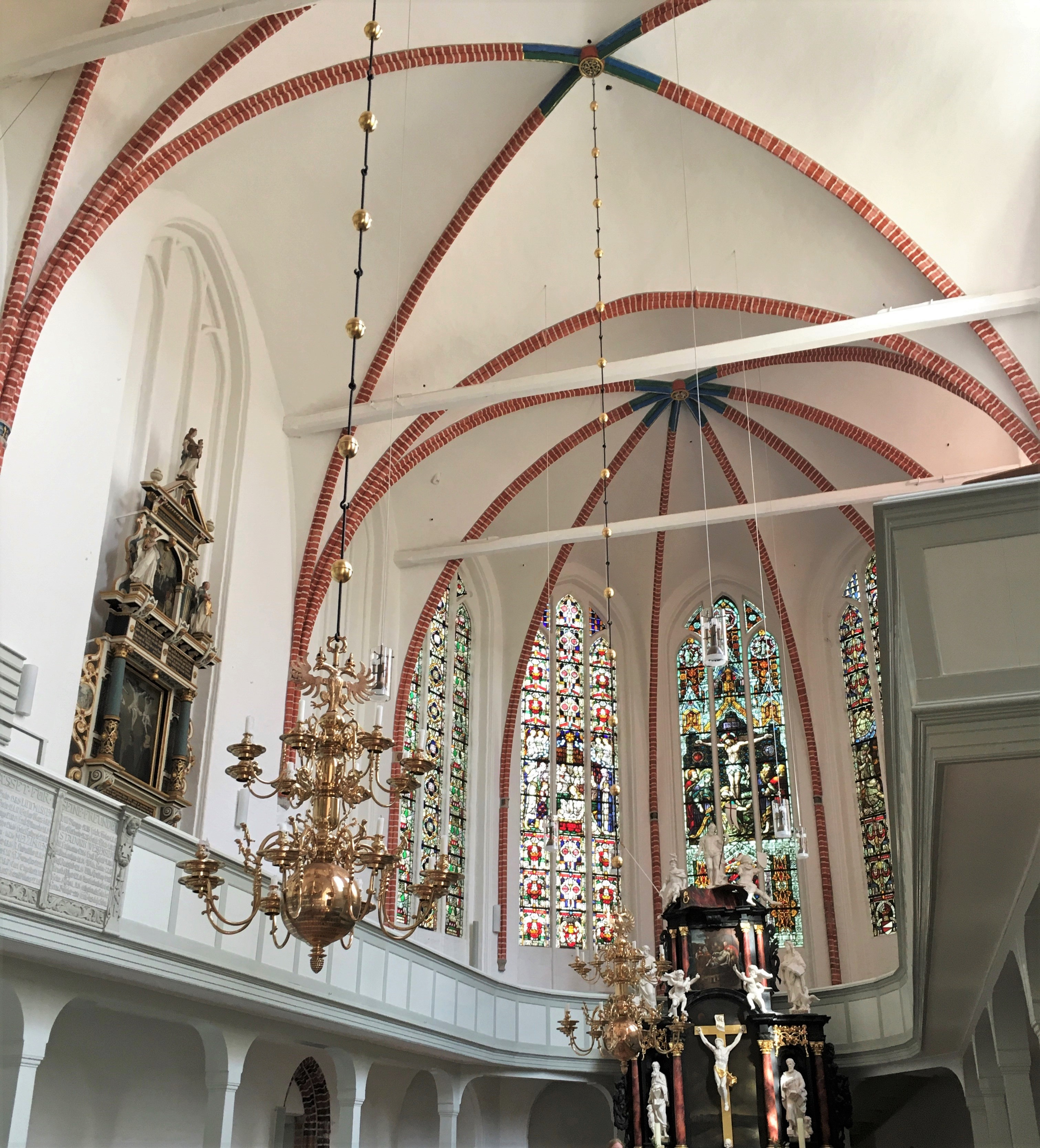
Interieur kloosterkerk
Panorama binnenplaats
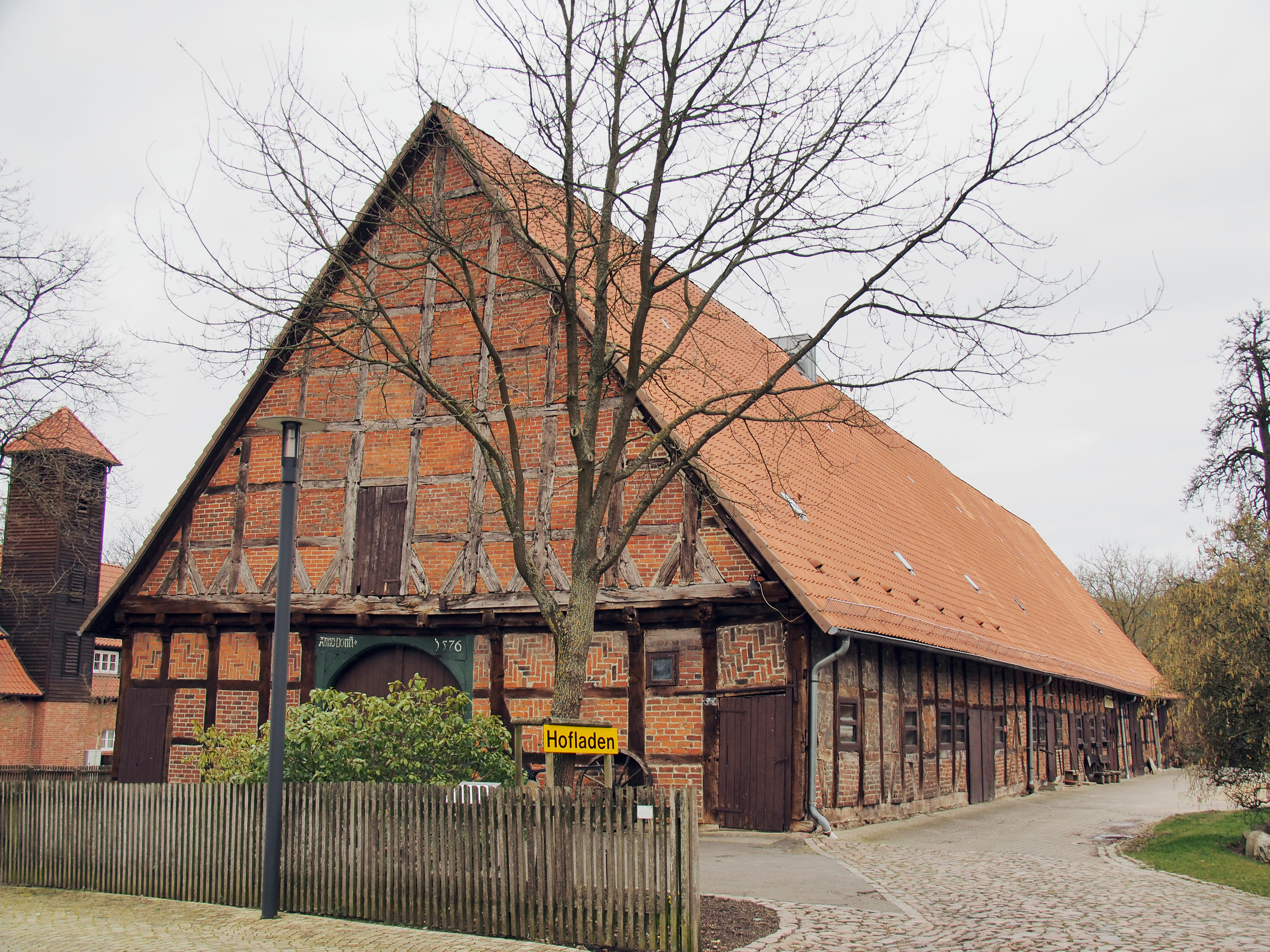
Bij het klooster horende schuur uit 1576

Het Klooster Ebstorf, van de 13e eeuw tot aan de Reformatie een benedictijnen-nonnenklooster,  bestaat als evangelisch-lutherse gemeenschap van vrouwelijke religieuzen nog steeds. Het is in het kader van rondleidingen te bezichtigen. Onder andere kan men er een goede replica zien van een in 1833 in het klooster gevonden middeleeuwse wereldkaart. Het origineel van deze Mappa Mundi van Ebstorf bevond zich tijdens de Tweede Wereldoorlog in een gebouw te Hannover dat in 1943 bij een bombardement verloren ging, en verbrandde toen geheel. De gebouwen, inclusief de zeer bezienswaardige kloosterkerk, dateren bijna alle uit de 14e en 15e eeuw.
- https://kloster-ebstorf.de/ Website van het klooster

## Varia
Iets ten zuiden van het dorp staat een 34 m hoge zomereik met een stamomvang van 8½ meter, een van de grootste zomereiken van geheel Duitsland.
- Bibliothèque nationale de France: cb120424523 (data)
- Gemeinsame Normdatei: 4013466-0
- Library of Congress Control Number: n85325081
- Nationale Bibliotheek van Israël: 987007560024405171
- Virtual International Authority File: 150171900

Altenmedingen · 
Bad Bevensen · 
Bad Bodenteich · 
Barum · 
Bienenbüttel · 
Ebstorf · 
Eimke · 
Emmendorf · 
Gerdau · 
Hanstedt · 
Himbergen · 
Jelmstorf · 
Lüder · 
Natendorf · 
Oetzen · 
Rätzlingen · 
Römstedt · 
Rosche · 
Schwienau · 
Soltendieck · 
Stoetze · 
Suderburg · 
Suhlendorf · 
Uelzen · 
Weste · 
Wrestedt · 
Wriedel